# Salnia
Salnia – osada w Polsce położona w województwie wielkopolskim, w powiecie krotoszyńskim, w gminie Krotoszyn. Miejscowość wchodzi w skład sołectwa Osusz.
W okresie Wielkiego Księstwa Poznańskiego (1815-1848) miejscowość wzmiankowana jako kolonia Salnia należała do wsi większych w ówczesnym pruskim powiecie Krotoszyn w rejencji poznańskiej. Kolonia Salnia należała do okręgu kobylińskiego tego powiatu i stanowiła część majątku Konarzewo, którego właścicielem była wówczas Tekla Morawska. Według spisu urzędowego z 1837 roku wieś liczyła 105 mieszkańców, którzy zamieszkiwali 4 dymy (domostwa).
W latach 1975–1998 miejscowość położona była w województwie kaliskim.